# Spodnje Pirniče
Spodnje Pirniče so naselje, ki leži pod Šmarno goro. Skupaj s Zgornjimi Pirničami, Verjem, Vikrčami in Zavrhom sestavljajo krajevno skupnost Pirniče, ki spada pod okrilje  občine Medvode.
V Spodnjih Pirničah stoji cerkev sv. Križa, podružnična cerkev Župnije Pirniče.
V vasi stoji tudi rojstna hiša partizanskega komandanta Franca Rozmana Staneta v Spodnjih Pirničah, ki je spomenik lokalnega pomena (EŠD 5686). Nanj je neposredno vplival (in tudi skrbel zanj ter za njegovega brata) Tine Rožanc, ki je v tistem času prav tako živel v Spodnjih Pirničah.

Poleg vasi (na robu planjave proti reki Savi, ob novo zgrajeni kolesarski povezavi med Ljubljano in Medvodami) leži topli izvir Straža, ki je razmeroma močan hipotermalni izvir. Temperatura vode se giblje med 17 in 23 °C, pretok vode pa med 6 in 8 litrov/min. Temperaturna razlika med toplo vodo in mrzlim zrakom je najbolj opazna pozimi, ko se iz vode dvigajo meglice. Topli izvir Straža je zaščiten kot naravna geološka in hidrološka vrednota državnega pomena. Izvir je očiščen in obzidan ter se je možno v njem kopati.
Lokacija: 46°07′59″N 14°25′53″E / 46.13294°N 14.43133°E.
Kraj je znan tudi zaradi nekdanje diskoteke Lipa: decembra 2005 se je zgodila tragedija, ko so do smrti poteptali 3 obiskovalce prireditve.